# Лея Фэлкон
Ле́я Фэлко́н (англ. Leya Falcon; род. 3 марта 1988 года, Лас-Вегас) — американская порноактриса.

## Биография
Дебютировала в порноиндустрии в 2011 году. Снялась в 210 порнофильмах, в том числе нескольких пародиях — «This Ain’t Terminator XXX» (2013), «OMG It’s the Killer Joe XXX Parody» (2013), «Spider-Man XXX 2: An Axel Braun Parody» (2014), «Strokémon: The XXX Parody» (2015), «Ten Inch Mutant Ninja Turtles and Other Porn Parodies» (2016).

## Награды и номинации
| Год  | Награда           | Категория                        | Работа                                   | Результат |
| ---- | ----------------- | -------------------------------- | ---------------------------------------- | --------- |
| 2013 | Sex Awards        | Hottest New Girl                 |                                          | Номинация |
| 2015 | Spank Bank Awards | Самая недооцененная порноактриса |                                          | Победа    |
| 2015 | AVN Awards        | Лучшая оральная сцена            | Sloppy Cocksuckers                       | Номинация |
| 2016 | Spank Bank Awards | Возвращение года                 |                                          | Победа    |
| 2016 | AVN Awards        | Самая скандальная сцена секса    | Anal Appetite 3                          | Номинация |
| 2017 | AVN Awards        | Самая скандальная сцена секса    | I Watch Black Men Fuck My Wife’s Asshole | Номинация |
| 2018 | AVN Awards        | Самая скандальная сцена секса    | Viking Girls Gone Horny                  | Победа    |
| 2018 | Spank Bank Awards | Королева косплея                 |                                          | Победа    |
| 2019 | Urban X Award     | Порнозвезда года                 |                                          | Победа    |
| 2019 | AVN Awards        | Самая скандальная сцена секса    | Car Jackerz                              | Номинация |